# Нимуле (национален парк)
Национален парк „Нимуле“ се намира в Южен Судан, в провинция Източна Екватория, в непосредствена близост до границата с Уганда. Обявен е за национален парк през 1954 г.
Площта му е 410 km2. Западната му граница се движи по река Нил. Намира се на височина от 650 до 700 метра.
Конфликтите в Южен Судан сериозно ограничават животинските популации в района. Паркът е обитаван от слонове, хипопотами, диви африкански свине, червени гвенони, абисински колобуси, блатни козли, ориби, щрауси и крокодили.